# Dino Monduzzi
Dino Monduzzi (Brisighella, 2 april 1922 - Vaticaanstad, 13 oktober 2006) was een Italiaanse rooms-katholieke bisschop en kardinaal.
Monduzzi studeerde theologie en filosofie en promoveerde in de rechten. In 1945 werd hij priester gewijd. Hij verbond zich aan de Katholieke Actie door hun maatschappelijke activiteiten in Calabrië en Sardinië te ondersteunen.
In 1959 ging hij bij het Vaticaan werken. In 1967 werd hij secretaris van het Apostolische Paleis. In 1968 werd hij gewijd tot titulair bisschop van Capri; tegelijkertijd werd hij prefect van de Pauselijke Huishouding. In dit ambt was hij onder meer belast met de voorbereiding van de binnenlandse reizen van de paus. In 1998 ging hij met emeritaat. Een paar weken daarna werd hij door paus Johannes Paulus II met de titelkerk San Sebastiano al Palatino als kardinaal in het College van Kardinalen opgenomen. Hij nam in 2005 niet deel aan de verkiezing van paus Benedictus XVI omdat hij reeds de leeftijdsgrens van tachtig jaar was gepasseerd.
Dino Monduzzi overleed op 84-jarige leeftijd.